# Алёшкина охота
«Алёшкина охота» — советский детский фильм 1965 года режиссёра Якова Базеляна по одноимённой повести писателя Вольфа Долгого.

## Сюжет
Однажды шестилетний Алёшка обрёл друга в лице заядлого охотника дяди Вити, пообещавшего мальчугану взять его осенью на охоту. С тех пор Алёшка ждал наступления осени и серьёзно готовился к охоте. Ружьё, хоть и пластмассовое, у него было, остаётся достать сапоги. На свой шестой день рождения мальчуган и просит сапоги у родителей в качестве подарка, ставя их в тупик такой просьбой — ведь они предлагают сынишке любую игрушку в «Детском мире», даже игрушечную железную дорогу. Тогда Алёшка решает получить так необходимые для предстоящей охоты сапоги хитростью — но бегая по лужам простужается. Но дядя Витя не помнил своего обещания. А когда пора охоты наступила и Алёшка понял, что его обманули, он поделился своей обидой с родителями — и папа сделал всё, чтобы охота состоялась.

## В ролях
- Алёша Титков — Алёша
- Валера Кулик — Вовка
- Оля Янковская — Наташка
- Владимир Корецкий — Константин, отец Алёши
- Нина Дорошина — Елена, мама Алёши
- Юрий Максимов — дядя Витя
- Марина Гаврилко — тётя Паша
- Эммануил Геллер — работник тира
- Сергей Гурзо — парень в тире
- Валерий Мышастый — эпизод
- Маргарита Жарова — эпизод
- Виктория Радунская — мама Вовки

## Места съёмок
Фильм был снят в Севастополе, в кадре видны проспект Гагарина, улицы Гоголя, Ивана Голубца, Льва Толстого.
Подарок, который родители дарят сыну на День рождения — «Электрическая железная дорога», известная в быту как «Пионерская железная дорога» из-за вывески «Пионерская» на станционном здании — игровой набор в период с 1951 по 1969 годы производившийся в СССР на заводе «Москабель». Это была очень редкая игрушка — всего было выпущено 5 тысяч игровых наборов, и в реальности большинству советских детей такой игровой набор был недоступен как из-за высокой цены (36 рублей) так и из-за крупных габаритов.

Киноповесть о детях, смысл и мораль которой до конца понять могут лишь взрослые зрители. Взглянуть на привычный мир детскими глазами, преломить обычные человеческие взаимоотношения ребячьим восприятием — этот художественный прием стал обычным в современном киноискусстве и популярным у зрителей. «Алёшкина охота» относится к фильмам именно такого рода, прием этот здесь использован уверенно и умело. Роли взрослых в картине исполняют такие актеры, как Н. Дорошина, Ю. Максимов, С. Гурзо, Э. Геллер. Но, как это зачастую случается, профессионалов «переигрывают» дети. Для них, собственно говоря, участие в фильме не игра, а подлинная жизнь в заданных обстоятельствах, потому-то маленькие исполнители ролей Алёшки, Вовки и Наташи так естественны и убедительны. Особенно хорош Алёшка в исполнении Алёши Титкова.— киновед Р. П. Соболев, кандидат искусствоведения (1966), из рецензии на фильм в журнале «Спутник кинозрителя», август 1966 года